# Miss World 1956

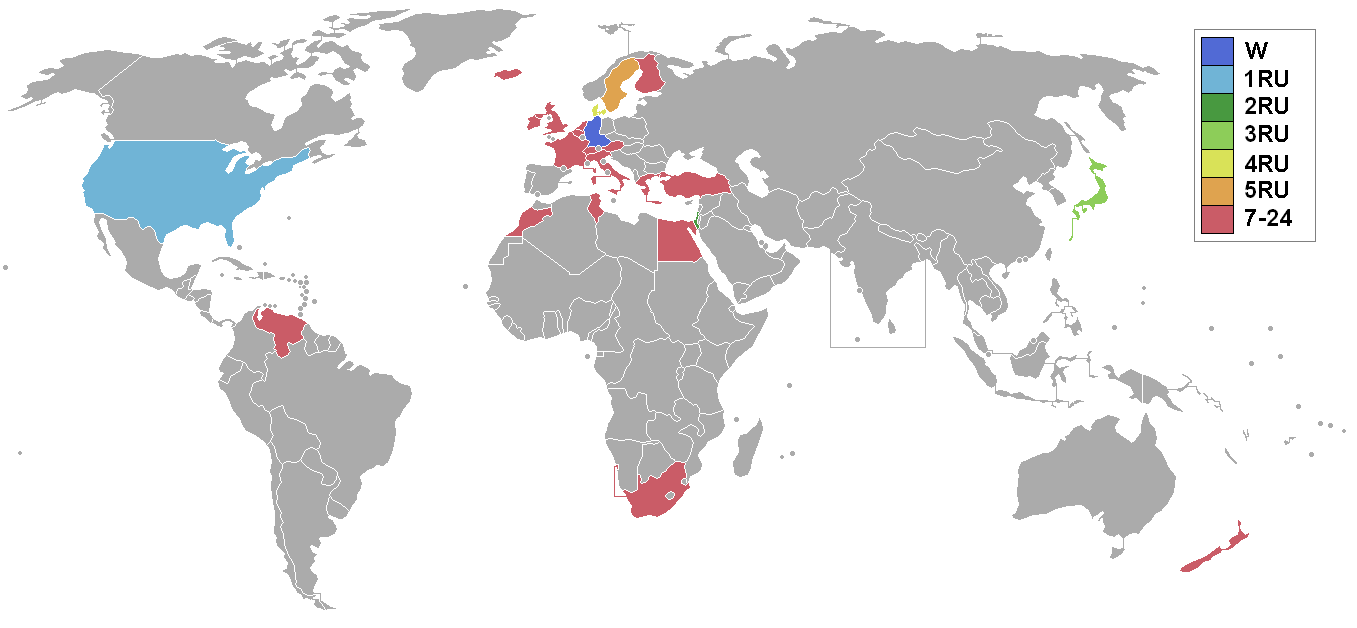
Kraje i terytoria, które wysłały delegacje oraz zajęte miejsce

Miss World 1956 – była to 6. edycja konkursu Miss World. Odbyła się ona 15 października 1956 r. w Lyceum Theatre w Londynie. Tytuł Miss World zdobyła, pokonując 23 uczestniczki, Petra Susanna Schürmann – reprezentantka Niemiec Zachodnich. W konkursie zadebiutowało 5 państw.

## Wyniki
| Wyniki finału   | Uczestniczka                          |
| --------------- | ------------------------------------- |
| Miss World 1956 | RFN – Petra Susanna Schürmann         |
| 1. wicemiss     | Stany Zjednoczone – Betty Lane Cherry |
| 2. wicemiss     | Izrael – Rina Weiss                   |
| 3. wicemiss     | Japonia – Midoriki Tokura             |
| 4. wicemiss     | Dania – Anne Rye Nielsen              |
| 5. wicemiss     | Szwecja – Eva Bränn                   |

## Uczestniczki
- Austria – Margaret Scherz
- Belgia – Madeleine Hotelet
- Dania – Anne Rye Nielsen
- Egipt – Norma Dugo
- Finlandia – Sirpa Helena Koivu
- Francja – Genevieve Solare
- Grecja – Maria Paraloglou
- Holandia – Ans van Pothoven
- Irlandia – Amy Kelly
- Islandia – Agusta Gudmundsdóttir
- Izrael – Rina Weiss
- Japonia – Midoriki Tokura
- Maroko – Lydia Marin
- RFN – Petra Susanna Schürmann
- Nowa Zelandia – Jeannette de Montalk
- Stany Zjednoczone – Betty Lane Cherry
- Szwajcaria – Yolanda Daetwyler
- Szwecja – Eva Bränn
- Tunezja – Pascaline Agnes
- Turcja – Suna Tekin
- Wenezuela – Celsa Pieri
- Wielka Brytania – Iris Alice Kathleen Waller
- Włochy – Angela Portaluri
- Południowa Afryka – Norma Vorster

## Notatki dot. państw uczestniczących

### Debiuty
- Japonia
- Maroko
- Nowa Zelandia
- Tunezja
- Południowa Afryka

### Powracające państwa i terytoria
Ostatnio uczestniczące w 1954:
- Egipt
- Szwajcaria
- Turcja

### Państwa i terytoria rezygnujące
- Cejlon
- Honduras
- Kuba
- Monte Carlo